# Modła (Głogów)
Pour les articles homonymes, voir Modła.
Modła est une localité polonaise de la gmina de Jerzmanowa, située dans le powiat de Głogów en voïvodie de Basse-Silésie.